# 우에다시
우에다시(일본어: 上田市)는 일본 나가노현 동부에 있는 시이다. 나가노현에서는 나가노시, 마쓰모토시에 이어 3번째로 인구가 많은 도시이며 센고쿠 시대부터 도신 지방의 중심 도시로 번영해 왔다.
2006년 3월 6일에 지사가타군(小県郡)의 마루코정(丸子町), 사나다정(真田町), 다케시촌(武石村)과 통합하여 새로운 우에다시가 발족했다.
마루코 지역은 가케유 온천(鹿教湯温泉), 레이센지 온천(霊泉寺温泉), 오시오 온천(大塩温泉) 등의 온천으로 유명하고, 또 사나다 지역에 있는 해발 약 1300m의 스가다이라 고원(菅平高原)은 여름에는 럭비 팀의 합숙 연습으로, 겨울에는 스키장으로 이용되고 있다. 통합 전의 우에다시 지역에도 유명한 온천으로 벳쇼 온천(別所温泉)이 있다.

## 지리
나가노현의 중앙에서 약간 동북쪽에 있고 현청 소재지인 나가노시에서 40km, 도쿄에서 190km 떨어진 곳에 있다. 시역은 우에다 분지 전체에 퍼져있고 시 중심부는 지쿠마강의 하안단구상에 위치한다(해발 약 450m). 지쿠마강이 시를 이분하듯이 횡단하고 있다.

### 기후
분지 부분의 연평균 기온은 약 12℃이다. 연중 최고 기온은 35℃ 전후이고 최저 기온은 ―10℃ 정도이다. 일교차와 연교차가 큰 전형적인 대륙성 기후이다. 맑은 날이 많고 연평균 강수량이 약 900mm로 일본 내에서 소우 건조 지대이다. 다만 스가다이라고원 등의 산악 지대는 여름에 냉량하고 겨울에 한랭하다. 소우 지대이지만 중심을 흐르는 지쿠마강과 그 지류들 덕분에 풍부한 수량과 근대적인 댐, 에도 시대부터 발달한 저수지 덕분에 심각한 물 부족은 없다.
| 우에다시의 기후                                              | 우에다시의 기후 | 우에다시의 기후 | 우에다시의 기후 | 우에다시의 기후 | 우에다시의 기후 | 우에다시의 기후 | 우에다시의 기후 | 우에다시의 기후 | 우에다시의 기후 | 우에다시의 기후 | 우에다시의 기후 | 우에다시의 기후 | 우에다시의 기후 |
| 월                                                           | 1월             | 2월             | 3월             | 4월             | 5월             | 6월             | 7월             | 8월             | 9월             | 10월            | 11월            | 12월            | 연간            |
| ------------------------------------------------------------ | --------------- | --------------- | --------------- | --------------- | --------------- | --------------- | --------------- | --------------- | --------------- | --------------- | --------------- | --------------- | --------------- |
| 역대 최고 기온 °C (°F)                                       | 15.2 (59.4)     | 22.1 (71.8)     | 26.3 (79.3)     | 32.0 (89.6)     | 33.7 (92.7)     | 36.6 (97.9)     | 37.9 (100.2)    | 38.4 (101.1)    | 37.4 (99.3)     | 31.3 (88.3)     | 26.4 (79.5)     | 24.0 (75.2)     | 38.4 (101.1)    |
| 일평균 최고 기온 °C (°F)                                     | 5.2 (41.4)      | 6.9 (44.4)      | 11.5 (52.7)     | 18.2 (64.8)     | 23.5 (74.3)     | 26.3 (79.3)     | 30.0 (86.0)     | 31.3 (88.3)     | 26.2 (79.2)     | 20.0 (68.0)     | 14.2 (57.6)     | 8.2 (46.8)      | 18.5 (65.2)     |
| 일일 평균 기온 °C (°F)                                       | −0.5 (31.1)     | 0.5 (32.9)      | 4.4 (39.9)      | 10.6 (51.1)     | 16.2 (61.2)     | 20.1 (68.2)     | 23.9 (75.0)     | 24.9 (76.8)     | 20.5 (68.9)     | 13.9 (57.0)     | 7.6 (45.7)      | 2.1 (35.8)      | 12.0 (53.6)     |
| 일평균 최저 기온 °C (°F)                                     | −5.0 (23.0)     | −4.4 (24.1)     | −1.1 (30.0)     | 4.3 (39.7)      | 10.1 (50.2)     | 15.4 (59.7)     | 19.7 (67.5)     | 20.5 (68.9)     | 16.3 (61.3)     | 9.5 (49.1)      | 2.5 (36.5)      | −2.4 (27.7)     | 7.1 (44.8)      |
| 역대 최저 기온 °C (°F)                                       | −14.4 (6.1)     | −13.4 (7.9)     | −10.7 (12.7)    | −6.0 (21.2)     | 0.3 (32.5)      | 5.2 (41.4)      | 11.3 (52.3)     | 11.6 (52.9)     | 5.3 (41.5)      | −1.4 (29.5)     | −5.5 (22.1)     | −12.0 (10.4)    | −14.4 (6.1)     |
| 평균 강수량 mm (인치)                                        | 29.3 (1.15)     | 28.7 (1.13)     | 54.0 (2.13)     | 58.6 (2.31)     | 77.0 (3.03)     | 102.2 (4.02)    | 135.6 (5.34)    | 103.5 (4.07)    | 134.1 (5.28)    | 110.8 (4.36)    | 44.0 (1.73)     | 23.9 (0.94)     | 906.2 (35.68)   |
| 평균 강수일수 (≥ 1.0 mm)                                     | 4.7             | 5.3             | 7.7             | 7.7             | 8.5             | 10.5            | 13.0            | 9.7             | 9.6             | 8.0             | 5.5             | 5.0             | 95.2            |
| 평균 월간 일조시간                                           | 184.3           | 186.7           | 203.7           | 211.3           | 218.8           | 165.4           | 174.2           | 204.3           | 156.6           | 164.2           | 172.4           | 180.0           | 2,221.9         |
| 출처: 일본 기상청 (평년값: 1991년~2020년, 극값: 1976년~현재) |                 |                 |                 |                 |                 |                 |                 |                 |                 |                 |                 |                 |                 |

| 우에다시 스가다이라코겐의 기후                               | 우에다시 스가다이라코겐의 기후 | 우에다시 스가다이라코겐의 기후 | 우에다시 스가다이라코겐의 기후 | 우에다시 스가다이라코겐의 기후 | 우에다시 스가다이라코겐의 기후 | 우에다시 스가다이라코겐의 기후 | 우에다시 스가다이라코겐의 기후 | 우에다시 스가다이라코겐의 기후 | 우에다시 스가다이라코겐의 기후 | 우에다시 스가다이라코겐의 기후 | 우에다시 스가다이라코겐의 기후 | 우에다시 스가다이라코겐의 기후 | 우에다시 스가다이라코겐의 기후 |
| 월                                                           | 1월                            | 2월                            | 3월                            | 4월                            | 5월                            | 6월                            | 7월                            | 8월                            | 9월                            | 10월                           | 11월                           | 12월                           | 연간                           |
| ------------------------------------------------------------ | ------------------------------ | ------------------------------ | ------------------------------ | ------------------------------ | ------------------------------ | ------------------------------ | ------------------------------ | ------------------------------ | ------------------------------ | ------------------------------ | ------------------------------ | ------------------------------ | ------------------------------ |
| 역대 최고 기온 °C (°F)                                       | 10.7 (51.3)                    | 13.9 (57.0)                    | 18.1 (64.6)                    | 23.8 (74.8)                    | 27.9 (82.2)                    | 28.3 (82.9)                    | 30.3 (86.5)                    | 30.4 (86.7)                    | 28.9 (84.0)                    | 24.2 (75.6)                    | 18.8 (65.8)                    | 15.7 (60.3)                    | 30.4 (86.7)                    |
| 일평균 최고 기온 °C (°F)                                     | −1.5 (29.3)                    | −0.5 (31.1)                    | 3.5 (38.3)                     | 10.7 (51.3)                    | 16.8 (62.2)                    | 19.9 (67.8)                    | 23.7 (74.7)                    | 24.7 (76.5)                    | 20.0 (68.0)                    | 14.0 (57.2)                    | 8.3 (46.9)                     | 1.8 (35.2)                     | 11.8 (53.2)                    |
| 일일 평균 기온 °C (°F)                                       | −6.2 (20.8)                    | −5.6 (21.9)                    | −1.8 (28.8)                    | 4.8 (40.6)                     | 10.7 (51.3)                    | 14.7 (58.5)                    | 18.8 (65.8)                    | 19.5 (67.1)                    | 15.3 (59.5)                    | 8.9 (48.0)                     | 3.0 (37.4)                     | −3.0 (26.6)                    | 6.6 (43.9)                     |
| 일평균 최저 기온 °C (°F)                                     | −13.0 (8.6)                    | −12.6 (9.3)                    | −7.9 (17.8)                    | −1.3 (29.7)                    | 4.4 (39.9)                     | 9.8 (49.6)                     | 14.8 (58.6)                    | 15.3 (59.5)                    | 11.2 (52.2)                    | 4.1 (39.4)                     | −2.4 (27.7)                    | −8.7 (16.3)                    | 1.1 (34.1)                     |
| 역대 최저 기온 °C (°F)                                       | −29.0 (−20.2)                  | −29.2 (−20.6)                  | −22.8 (−9.0)                   | −17.8 (0.0)                    | −5.3 (22.5)                    | −1.9 (28.6)                    | 6.1 (43.0)                     | 5.8 (42.4)                     | −1.0 (30.2)                    | −8.6 (16.5)                    | −18.3 (−0.9)                   | −26.4 (−15.5)                  | −29.2 (−20.6)                  |
| 평균 강수량 mm (인치)                                        | 78.0 (3.07)                    | 68.7 (2.70)                    | 80.8 (3.18)                    | 79.7 (3.14)                    | 93.9 (3.70)                    | 117.7 (4.63)                   | 161.9 (6.37)                   | 119.4 (4.70)                   | 151.6 (5.97)                   | 129.8 (5.11)                   | 64.9 (2.56)                    | 72.0 (2.83)                    | 1,220.5 (48.05)                |
| 평균 강설량 cm (인치)                                        | 192 (76)                       | 153 (60)                       | 136 (54)                       | 35 (14)                        | 0 (0)                          | 0 (0)                          | 0 (0)                          | 0 (0)                          | 0 (0)                          | 0 (0)                          | 12 (4.7)                       | 121 (48)                       | 648 (255)                      |
| 평균 강수일수 (≥ 1.0 mm)                                     | 14.5                           | 12.1                           | 12.7                           | 10.7                           | 10.3                           | 12.1                           | 14.0                           | 10.8                           | 11.1                           | 10.5                           | 9.6                            | 12.9                           | 141.3                          |
| 평균 강설일수 (≥ 3 cm)                                       | 21.4                           | 17.5                           | 17.7                           | 5.5                            | 0                              | 0                              | 0                              | 0                              | 0                              | 0                              | 1.8                            | 14.7                           | 78.6                           |
| 평균 월간 일조시간                                           | 135.5                          | 135.9                          | 161.1                          | 189.8                          | 214.5                          | 165.4                          | 166.6                          | 189.4                          | 143.4                          | 156.4                          | 155.6                          | 139.1                          | 1,955.2                        |
| 출처: 일본 기상청 (평년값: 1991년~2020년, 극값: 1978년~현재) |                                |                                |                                |                                |                                |                                |                                |                                |                                |                                |                                |                                |                                |

### 인접한 자치체
- 나가노현
  - 도미시, 마쓰모토시, 스자카시, 나가노시, 지쿠마시
  - 지사가타군 나가와정, 아오키촌
  - 하니시나군 사카키정
  - 기타사쿠군 다테시나정
  - 히가시치쿠마군 지쿠호쿠촌
- 군마현
  - 아가쓰마군 쓰마고이촌

## 역사
8세기에 시나노국의 고쿠분지가 건립되었다. 최초의 국부도 이곳에 놓였다는 설이 있으나 나라 시대 말기부터 헤이안 시대 초기 사이에 마쓰모토로 옮겨졌다. 13세기 가마쿠라 시대에 가마쿠라 막부의 집권 세력이었던 호조씨의 일족인 시오다호조씨가 시나노의 슈고로서 3대 60년 간에 걸쳐서 이곳을 다스렸다.
1583년에 시나노의 호족 사나다 마사유키는 지쿠마 단구의 요새를 선택하고 성을 쌓았는데 이것이 우에다성의 기원이다. 이후 주민을 불러모아 성을 중심으로 하는 조카마치(성시)가 형성되었다. 1585년 8월에 도쿠가와 이에야스가 보낸 사나다 토벌의 대군을 맞이했지만 사나다 마사유키는 적은 군사와 우에다성 주변의 지리적 조건을 이용해 결국 이들을 격퇴하였다(제1차 우에다 전투). 1600년 세키가하라 전투 때 사나다 마사유키와 아들 사나다 노부시게는 도쿠가와 히데타다가 인솔하는 대군을 완전히 저지했고 그 때문에 히데타다가 세키가하라 전투에 제때 도착하지 못하게 만든 유명한 곳이다(제2차 우에다 전투). 이후 도쿠가와 이에야스의 사위이자 마사유키의 장남인 사나다 노부유키가 도쿠가와군에 속해 히데타다 지휘 하에 우에다성 공격을 행하여 충성을 바쳤던 것이 평가되어 누마타번과 함께 우에다번의 지방 영주가 되어 아버지의 지반을 계승했다.
- 1871년 11월 - 폐번치현으로 우에다번을 우에다현으로 하였고 이후 나가노현으로 통합되었다.
- 1889년 4월 1일 - 시정촌제 시행과 함께 지사가타군 우에다정이 성립하였다.
- 1919년 5월 1일 - 시로 승격해 우에다시가 되었다.
- 1958년 4월 1일 - 지사가타군 호덴촌을 편입하였다.
- 1970년 4월 1일 - 지사가타군 시오다정을 편입하였다.
- 1973년 4월 1일 - 지사가타군 가와니시촌을 편입하였다.
- 2006년 3월 6일 - 지사가타군 마루코정, 사나다정, 다케시촌과 합병해 새로운 우에다시가 성립하였다.

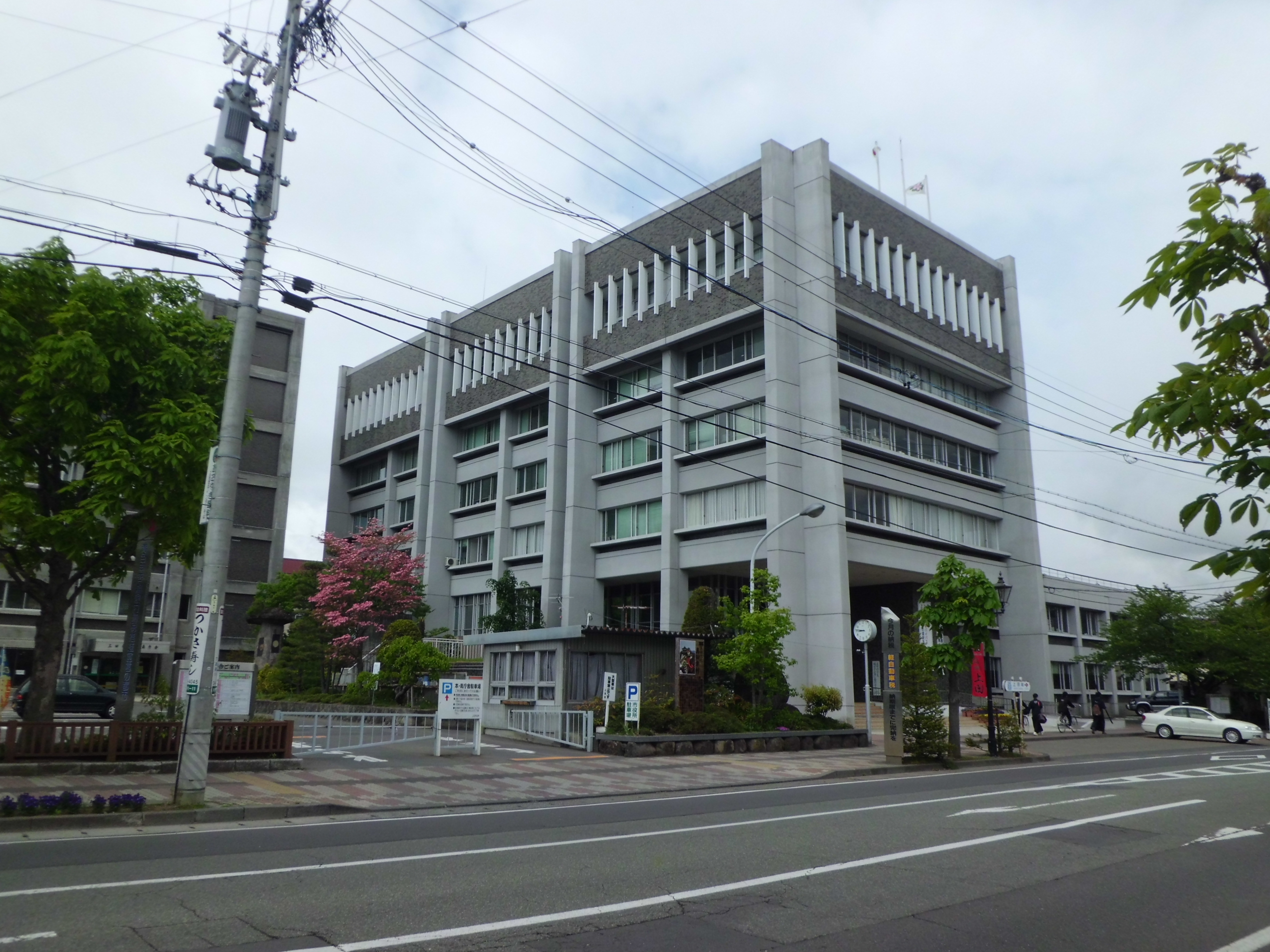
우에다시청

## 교통

### 철도
- 동일본 여객철도 호쿠리쿠 신칸센
- 시나노 철도 시나노 철도선
- 우에다 교통 벳쇼선

### 도로
- 조신에쓰 자동차도
- 국도 제18호선
- 국도 제141호선
- 국도 제143호선
- 국도 제144호선
- 국도 제152호선
- 국도 제254호선
- 국도 제406호선

## 인구
|                                              | |
| 우에다시의 전국의 연령별 인구 분포（2005년） | 우에다시의 연령·남녀별 인구 분포（2005년）                                                                             |
| ■자주색 ― 우에다시 ■녹색 ― 일본전국          | ■파랑색 ― 남자 ■빨간색 ― 여자                                                                                          |
| · 우에다시（에 해당되는 지역）의 인구추이    | |
| 일본 총무성 통계국 국세조사 결과             | |
|                                              | 기술적 문제로 인해 그래프를 일시적으로 사용할 수 없습니다. 파브리케이터와 미디어위키 위키에 더 자세한 정보가 있습니다. |

## 자매 도시
- 일본 가나가와현 가마쿠라시
- 일본 니가타현 조에쓰시
- 일본 효고현 도요오카시
- 일본 와카야마현 구도야마정
- 일본 도쿄도 네리마구
- 스위스 그라우뷘덴주 다보스
- 중화인민공화국 저장성 닝보시
- 미국 콜로라도주 브룸필드